# Si gira a Manhattan
Si gira a Manhattan (Living in Oblivion) è un film del 1995 scritto e diretto da Tom DiCillo. È una satira sui meccanismi interni alla lavorazione di un film, nello specifico di quella di un film indipendente americano dell'epoca.

## Trama
Nick Reve è un regista indipendente che si ritrova nel bel mezzo delle riprese di un film a basso costo, Living in Oblivion, sempre sul punto di cedere di fronte alle avversità. Nel rudimentale teatro di posa dove il film viene girato, si prepara una cruciale scena di dialogo in cui la protagonista accusa l'anziana madre di non averla difesa dal padre violento quand'era bambina. Tuttavia, l'ostinazione di Nick a girarla in un unico piano-sequenza mette in difficoltà le riprese, siccome la scena viene puntualmente interrotta prima della fine per i motivi più svariati: la giraffa finisce nell'inquadratura, rumori esterni inquinano il sonoro, l'assistente operatore sbaglia la messa a fuoco, un'attrice si dimentica le battute, l'inesperto microfonista che malcalibra il sonoro, l'esplosione di una delle luci e la stessa interpretazione dell'attrice protagonista Nicole che, demoralizzata dinanzi all'impantanarsi delle riprese, s'appiattisce sempre più.
Durante una pausa, Cora, interprete della madre, consola Nicole sullo stato dei lavori e il gesto rievoca in lei gli ultimi momenti passati con la madre, malata terminale, che fa scaturire sul momento una prova attoriale molto bella e sentita da entrambe. Nick però non può che guardare impotente assieme alla troupe mentre quel momento unico va perduto, data la momentanea assenza dell'istrionico direttore della fotografia - ed unico operatore di macchina - Lupo, in bagno a vomitare il latte scaduto fornito dagli svogliati addetti al catering. Nick alla fine acconsente a "spezzare" la scena in più inquadrature, ma sul set comincia a risuonare un bip intermittente; incapace di individuarne la provenienza, se la prende con tutti e, in un accesso d'ira, distrugge le scenografie davanti allo sguardo attonito della troupe. In quel preciso momento, Nick si sveglia improvvisamente e si scopre che il bip che lo tormentava altro non era che il suono della sua sveglia; l'intera sequenza, dunque, era tutto un sogno scaturito dalla sua ansia per le riprese.
Nella sua camera d'albergo, Nicole ha passato la notte col protagonista maschile del film Chad Palomino, un belloccio di Hollywood che vuole accrescere la sua reputazione d'attore "serio" coi film indipendenti. Chad vorrebbe imbastire, alla luce della nottata trascorsa insieme, una relazione ufficiale, sebbene sia solito flirtare con altre donne sul set, ma Nicole si rifiuta e gli dice che la loro è stata soltanto un'avventura di poco conto. Sul set, i due devono girare la scena in cui i loro personaggi ammettono finalmente il proprio amore ma questa dev'essere rifatta ogni volta per colpa di Chad, che si sposta a suo piacimento dentro e fuori dall'inquadratura, risultando poco visibile o mal illuminato. Ciò irrita soprattutto Lupo, risentito per via della cotta che la sua ragazza, l'aiuto regista Wanda, ha per il divo. Nick però cerca quanto il più possibile di assecondare l'egotismo di Chad, non volendo perdere un nome così noto.
Quando Nicole protesta perché Chad le strattona i capelli durante il loro bacio, lui chiede un colloquio privato con Nick, in cui insulta le capacità recitative di Nicole e rivela del loro flirt, ma facendo passare lei per quella scornata: Nick gli dà ragione per tenerlo buono, ma viene ascoltato con dispiacere dalla donna attraverso le cuffie del fonico. Con la scusa di improvvisare anche lei, Nicole nella ripresa seguente rivela la verità davanti a tutti. Umiliato, Chad si licenzia e, mentre sta per abbandonare il set, dichiara di aver accettato la parte solo perché credeva che il regista fosse un amico di Quentin Tarantino: Nick gli risponde per le rime e causa una rissa di gruppo in cui batte Chad e lo butta fuori dal set, non prima però che questi abbia messo al tappeto Lupo, accorso in difesa di Wanda. Nick si scusa con Nicole per come si è comportato e le confessa la fonte d'ispirazione della scena: l'essere da sempre innamorato di lei. I due si baciano ma, a quel punto, Nicole si sveglia di soprassalto, ancora nella sua camera d'albergo dopo che Chad è appena uscito dalla stanza, facendo così capire che anche questa fosse una sequenza onirica.
Entrambi reduci dai propri sogni, Nick e Nicole si recano sul set, dove devono girare una sequenza onirica in cui un nano in frac azzurro che regge una mela gira attorno a Nicole, vestita da sposa in una stanza rossa. La ragazza vorrebbe confessare i suoi sentimenti a Nick, ma ogni volta che cerca d'avvicinarlo c'è qualcosa che la frena; Nick, invece, le dichiara di aver imparato qualcosa dal proprio sogno: non essere rigido e assecondare ciò che di volta in volta gli accade. Riesce infatti a rimanere ottimista nonostante gli intoppi che immancabilmente interrompono le riprese della scena: il guasto della macchina del fumo, susseguito poi dalla sua esplosione, il desiderio di Lupo, depresso per essere appena stato lasciato da Wanda, di girare la scena con la macchina a mano, e infine l'arrivo sul set dell'invadente madre senile di Nick, scappata dall'ospizio in cui era ricoverata.
Alla fine però dopo che Tito, l'attore del nano, di punto in bianco abbandona furioso le riprese poiché contrariato dalla natura della scena, da lui giudicata infatti stupida e tremendamente offensiva nei propri riguardi, Nick si rende conto di non poter reggere oltre ed annuncia quindi, tra lo sconforto generale, la fine della lavorazione. In suo soccorso arriva la madre, la cui stravaganza ben si sposa col contenuto della scena, che sostituisce efficacemente il nano. L'entusiasmo del set per aver finalmente portato a termine la ripresa viene però smorzato dal fonico, che dichiara di aver bisogno di 30 secondi di silenzio per registrare del rumore ambientale. Nick, il cast e la troupe riflettono su quanto trascorso e si immaginano il futuro che li aspetta, chi euforico, chi preoccupato e chi indifferente, dopodiché proseguono con la scena successiva.

## Produzione

### Sviluppo
Il regista Tom DiCillo era rimasto insoddisfatto da quella che percepiva come una mancanza di attenzione verso il suo primo film, Johnny Suede (1991), la cui produzione era durata quattro anni. Inoltre, non stava riuscendo a raccogliere i soldi necessari al suo film successivo, tanto da decidere per frustrazione d'accantonarlo. In seguito ad una conversazione con Ryan Bowker, con cui aveva frequentato un corso di recitazione otto anni prima e che nel film avrebbe poi interpretato il ciacchista, su quanto DiCillo dovesse essere fortunato a lavorare nel cinema, ebbe l'idea per un film che mostrasse come fare un film fosse «una delle esperienze più dure, dolorose e tediose possibili, e questo quando tutto fila liscio».
Il progetto fu finanziato da DiCillo, sua moglie e il cast, composto da attori vicini al regista o al cinema indipendente e da «chiunque volesse essere nel film e avesse qualche soldo»: ad esempio, Matthew Grace, che lavorava in una palestra frequentata dalla moglie di DiCillo, ottenne la parte del microfonista versando 2000 dollari, mentre Catherine Keener, che aveva recitato in Johnny Suede, coinvolse l'allora suo marito Dermot Mulroney, che versò 5000 dollari. Mulroney originariamente avrebbe voluto interpretare Nick, ma dopo il rifiuto di DiCillo, suggerì personalmente per la parte Steve Buscemi, già una conoscenza del regista. Buscemi aveva diretto da poco il cortometraggio What Happened to Pete e, alla ricerca di finanziamenti per il suo esordio alla regia di un lungometraggio, accettò di interpretare un regista perché gli sembrava benaugurale. Si raccolse così in pochi giorni un budget di 37-38.000 dollari.

### Riprese
Le riprese del film, un cortometraggio di mezz'ora girato in 16mm e perlopiù in bianco e nero che consisteva di quel che sarebbe diventato il primo episodio del film, durarono cinque giorni, svolgendosi nel novembre 1993. Buscemi improvvisò su richiesta del regista lo sfogo finale di Nick per poter riprendere le autentiche reazioni da parte degli attori insultati. Viste le ristrettezze economiche, il tempo per rigirare eventualmente una scena era pressoché assente, così come le comodità tipiche di un set cinematografico.
Terminate le riprese, DiCillo rimase colpito dal risultato e, su proposta del cast, nonché propria necessità (nessun festival cinematografico avrebbe mai ammesso un corto di 30 minuti), decise di trasformarlo in un lungometraggio. Scrisse quindi il resto nei successivi quattro mesi, decidendo di espandere l'idea del sogno anche in un secondo episodio e, su suggerimento della moglie, di rendere invece l'ultimo episodio, in cui la troupe deve girare una scena onirica, l'unico a non essere un sogno. La stesura del resto della sceneggiatura fu scandita dal fatto che gli attori professionisti presenti nella prima metà avrebbero dovuto prima o poi accettare un altro film. Nel tentativo di raccogliere una budget più considerevole col quale girare propriamente il resto del lungometraggio, DiCillo fu sul punto di accettare un'offerta da 300.000 dollari con un produttore hollywoodiano che avrebbe voluto diversi cambiamenti, tra cui quello degli attori; tuttavia, Hilary Gilford, cugina di sua moglie e interprete nel film della segretaria di edizione, ereditò una somma alla morte del padre e si offrì spontaneamente di finanziare il resto del film con essa. Lei e l'allora suo marito Michael Griffiths, che nel film interpreta il fonico Speedo, vennero accreditati rispettivamente come produttrice esecutiva e produttore. In totale, il film ebbe un budget di 750.000 dollari.
Le riprese del resto del film ebbero luogo nel maggio 1994 in un'armeria in disuso tra la 42ª strada e l'11ª Avenue di New York, durando 15-16 giorni. DiCillo definì l'esperienza «indipendente nel più autentico senso della parola» e «uno dei set più efficienti e pieni di creatività in cui abbia mai messo piede. Non c'erano agenti [cinematografici]. Non c'erano produttori. C'eravamo solo noi».

#### Casting
Su suggerimento della Keener, DiCillo offrì la parte dell'egotico attore hollywoodiano Chad Palomino, presente nel secondo episodio del film, a Brad Pitt, che aveva esordito come attore proprio nel suo Johnny Suede. Pitt accettò di prendere parte in via amichevole al film nonostante fosse ormai famoso, ma, a cinque giorni dalle riprese, dovette rinunciare al ruolo a causa di un impegno promozionale per Vento di passioni. Venne quindi sostituito da James LeGros, che si trovava casualmente in casa della Keener quando questa venne informata del fatto dal regista e a cui venne prontamente offerta la parte, nuovamente su suggerimento dell'attrice.
Per il ruolo del nano Tito, che appare nel terzo episodio del film, DiCillo si trovò in difficoltà, rendendosi conto a posteriori di aver scritto una parte che necessitava «non solo l'essere bassi», ma anche «l'essere davvero un bravo attore», finché Kevin Corrigan, che interpretava nel film l'assistente operatore di macchina, non gli suggerì il nome di Peter Dinklage, un amico che all'epoca alternava il proprio lavoro in una copisteria ad alcune apparizioni teatrali: Dinklage fu l'unico membro del cast a sostenere un provino e venne preso immediatamente in quello che divenne il suo primo ruolo al cinema.

## Distribuzione
Il film venne presentato in anteprima al Sundance Film Festival il 22 gennaio 1995. Ebbe una distribuzione limitata nelle sale cinematografiche statunitensi da parte di Sony Pictures Classics a partire dal 21 luglio dello stesso anno.
In Italia venne distribuito da Life International il 24 maggio 1996.

## Accoglienza

### Incassi
Il film ha incassato 1,1 milioni di dollari al botteghino statunitense.

## Riconoscimenti
- 1995 - Festival del cinema americano di Deauville[10]
  - Grand Prix
  - Premio del pubblico
- 1995 - Sundance Film Festival[7][8]
  - Premio Waldo Salt per la miglior sceneggiatura a Tom DiCillo
  - In competizione per il Gran premio della giuria: U.S. Dramatic
- 1996 - Independent Spirit Awards[11]
  - Candidatura per il miglior film
  - Candidatura per il miglior attore non protagonista a James LeGros
  - Candidatura per il miglior sceneggiatura a Tom DiCillo